# Fiftyone-Gletscher
Der Fiftyone-Gletscher ist ein großer Gletscher im Süden der Insel Heard. Er fließt zwischen dem Lavett Bluff und dem Lambeth Bluff in südlicher Richtung. Mit einer Fläche von an die 22 km² war er, Stand 2019, der zweitgrößte der 29 Gletscher auf Heard.
Vermessen wurde der Gletscher im Rahmen der Australian National Antarctic Research Expeditions (ANARE) im Jahr 1948. Die Benennung ist angelehnt an das Jahr 1951, in welchem ANARE-Teilnehmer die Heard-Insel durchquerten. Das Antarctic Names Committee of Australia (ANCA) übertrug 1964 die Benennung als 1951-Gletscher in die heutige Form.